# David Kipiani
David Davidovich Kipiani ou Davit Kipiani - respectivamente, em russo, Давид Давидович Кипиани e, em georgiano, დავით ყიფიანი  (Tbilisi, 18 de novembro de 1951 – Tbilisi, 17 de setembro de 2001) - foi um jogador e técnico de futebol georgiano.
O carequinha e bigodudo Kipiani foi, na opinião dos que o viram jogar, o melhor meia do futebol georgiano. Exceto por uma passagem em 1970 no Lokomotiv Tbilisi, jogou em clubes apenas no Dínamo Tbilisi, onde iniciou a carreira, em 1968, e parou de jogar, em 1982. Kipiani foi o líder da grande equipe do Dínamo que conquistou o segundo campeonato soviético do clube, em 1978, e a Recopa Europeia de 1981, igualando o Dínamo Kiev como único clube soviético a conquistar um troféu europeu. Kipiani também deu trabalho ao Flamengo nas semifinais Troféu Ramón de Carranza em 1981. Os rubro-negros, em seu ano mágico, só venceriam nos pênaltis.
Havia conquistado um bronze pela Seleção Soviética nas Olimpíadas de 1976 e era esperado para a Copa do Mundo de 1982, estando no auge da carreira apesar dos 30 anos. Entretanto, não foi chamado para o retorno dos soviéticos às Copas, após 12 anos de ausência. Amargurado, Kipiani encerrou a carreira naquele ano. Como técnico, ganhou seis vezes do campeonato georgiano com o Dínamo e outras duas com o Torpedo Kutaisi, e treinou também a Seleção da Geórgia. Morreu em Tbilisi, onde nascera, vítima de um acidente de carro. Foi homenageado postumamente com seu nome passando a batizar a Copa da Geórgia e o estádio da cidade de Gurdjaani.